# Acophila mikii
Acophila mikii är en stekelart som beskrevs av Ishii 1934. Acophila mikii ingår i släktet Acophila och familjen fikonsteklar. Inga underarter finns listade i Catalogue of Life.